# Xã Ashland, Quận Clarion, Pennsylvania
Xã Ashland (tiếng Anh: Ashland Township) là một xã thuộc quận Clarion, tiểu bang Pennsylvania, Hoa Kỳ. Năm 2010, dân số của xã này là 1.114 người.